# Svetovno prvenstvo v veslanju 1962
1. svetovno prvenstvo v veslanju se je odvijalo leta 1962 v švicarskem Luzernu. 
Mednarodna veslaška zveza (FISA) takrat ni priznavala Vzhodne Nemčije, zaradi česar so na tekmovanjih dovolili le po eno posadko Nemčije, ki se je tja uvrstila preko medsebojnih tekem, ki so se odvijale dan pred prvenstvom. Na vseh tekmah so zmagale posadke Zahodne Nemčije. 

## Rezultati
| Event                       | Zlato | Zlato   | Srebro                                 | Srebro | Bron              | Bron |
| Enojec - M1x                | Sovjetska zveza · Vyacheslav Nikolayevich Ivanov | 7:07.09 | Združeno kraljestvo · Stuart MacKenzie |        | ZDA ·             |      |
| Dvojec brez krmarja - M2-   | Francija · Rene Duhamel & Bernard Monnereau | 6:33.90 | Sovjetska zveza ·                      |        | Nemčija ·         |      |
| Dvojec s krmarjem - M2+     | Nemčija · Klaus Gunther, Jordan Wolfgang Neuss, Frank Steinhauser                                                                                                   | 7.19.10 | Romunija                               |        | Sovjetska zveza · |      |
| Četverec brez krmarja - M4- | Nemčija · Gerd Wolter, Dagobert Tometschek, Peter Paustain, Christian Prey                                                                                          | 6.19.24 | Francija ·                             |        | Avstralija ·      |      |
| Četverec s krmarjem - M4+   | Nemčija · Bernd-Jurgen Marschne, Peter Neusel, Bernhard Britting, Jurgen Oelke                                                                                      | 6.29.12 | Francija ·                             |        | Sovjetska zveza · |      |
| Osmerec - M8+               | Nemčija · Bernd Kruse, Ingo Kliefoth, Karl-Heinrich von Groddeck, Hans-Jurgen Wallbrecht, Klaus Behrens, Klaus Aeffke, Jurgen Plagemann, Horst Meyer, Thomas Ahrens | 5.50.83 | Sovjetska zveza ·                      |        | Francija ·        |      |